# Mous Sonko
Moustapha Sonko (París, 1972), conocido como Mous Sonko, es un exjugador de baloncesto francés que jugó en la posición de base. Militó en la Liga Nacional Francesa y en la ACB de España. 

## Trayectoria
Comenzó en el Ville des Otages. Tras una temporada allí pasó a las categorías inferiores del Sceaux. En el año 1990, se incorporó al primer equipo de Sceaux y se mantuvo en sus filas hasta el año 1993, promediando 9,4 puntos y 4,75 asistencias en 22 minutos por partido en esas tres temporadas. El Gravelines disfrutó de este jugador en la temporada 93/94, promediando Sonko 12 puntos y 7 asistencias en 33,3 minutos por partido. Levallois fue su siguiente destino, en tres temporadas aportó 17,8 puntos y 5,2 asistencias en 35 minutos.
En los años 97 y 98, Sonko jugó en el ÉB Pau-Orthez de Francia promediando 11 puntos, 3 asistencias. Pero no cuajó, así que pasó al Villeurbanne, donde mantuvo sus promedios (12 puntos, 4 asistencias).
En el año 2000 el Unicaja de Málaga se hizo con sus servicios. Allí coincidió por primera vez con el entrenador Bozidar Maljkovic y su compañero Louis Bullock. En 4 años tan solo promedió 8 puntos y 2,15 asistencias, pero hizo un gran trabajo en defensa y fichó por el Real Madrid en el año 2005. Allí ganó su cuarto título con importancia tras la Liga Francesa con el Pau en el año 97/98, la plata con la selección nacional francesa en los Juegos Olímpicos de Sídney 2000 y la copa Korac del año 2001 con el Unicaja. El Real Madrid llegó a tres finales (Supercopa, Copa y Liga), perdiendo la Supercopa ante el FC Barcelona y la copa ante el Unicaja, pero ganándole la final de la ACB en 5 partidos al Tau Cerámica de Vitoria. Sonko promedió 8 puntos y 3 asistencias en el Madrid, pero su entrenador Maljkovic dijo que era el alma del equipo por su dirección del juego y su trabajo defensivo.
Sonko ha promediado en sus 15 años como profesional 11 puntos y 3 asistencias por partido. Además ha jugado 57 partidos como internacional con Selección de baloncesto de Francia.
En 2007 fichó por el Etosa de Alicante, pero al descender a la liga LEB se marchó al Hyères-Toulon Var Basket, equipo donde ha disputado 17,3 minutos por partido promediando 2,5 asistencias hasta su retirada al término de la temporada 2008-2009.

## Palmarés
- Liga de Francia: 1998
- Liga ACB (2005)
- Copa Korać: (2001)